# Triochoziornaja
Triochoziornaja (ros. Трёхозёрная) – wieś (dieriewnia) w Rosji, w obwodzie swierdłowskim, w rejonie talickim. W 2010 liczyła 360 mieszkańców.